# Соколовский, Олег Николаевич
Олег Николаевич Соколовский (род. 22 августа 1961, Александрия) — украинский тренер, заслуженный тренер Украины, судья национальной категории по лёгкой атлетике, вице-президент Федерации лёгкой атлетики Украины.

## Биография
Родился 22 августа 1961 года в городе Александрия. Учился в Кировоградском государственном педагогическом институте им. А. С. Пушкина в 1981—1985 годах. В 1985—2000 годах — тренер Знаменской ДЮСШ.
С детского возраста самостоятельно занимался спринтерским бегом. Личный рекорд: 100 метров за 10,9 с.
В 1996—2004 годах был главным тренером сборной Кировоградской области по легкой атлетике. С 2002 года — старший тренер паралимпийской сборной Украины по легкоатлетическим метаниям. В 2004—2012 годах занимал должность директора специальной детско-юношеской школы олимпийского резерва «Надежда».
Один из основателей Федерации лёгкой атлетики Украины, с 2004 года — её вице-президент.
Среди его воспитанников две паралимпийские чемпионки: Мальчик Алла — заслуженный мастер спорта, бронзовый паралимпийский призёр в толкании ядра (Афины, Летние Паралимпийские игры 2004), чемпионка в толкании ядра и бронзовый призёр в метании диска (Пекин, Летние Паралимпийские игры 2008), чемпионка и рекордсменка мира и Европы по толканию ядра; Мисник Анастасия — заслуженный мастер спорта, серебряный паралимпийский призёр по толканию ядра (Лондон, Летние Паралимпийские игры 2012), призёр чемпионатов мира и Европы.
За свою работу Олег Соколовский был награждён почётной грамотой Кабинета Министров Украины (2004) и медалью «За труд и доблесть» (2012).